# Peucaea
Peucaea là một chi chim trong họ Emberizidae.